# Трамбле ан Франс
Трамбле ан Франс (фр. Tremblay-en-France) град је у Француској, у департману Сена Сен Дени.
По подацима из 1999. године број становника у месту је био 33.885.

## Демографија
| 1962.  | 1968.  | 1975.  | 1982.  | 1990.  | 1999.  | 2011.  |
| ------ | ------ | ------ | ------ | ------ | ------ | ------ |
| 13.788 | 18.482 | 26.846 | 29.644 | 31.385 | 33.885 | 34.452 |

## Партнерски градови
- Маршано
- Орозеи